# Rambler (automerk)

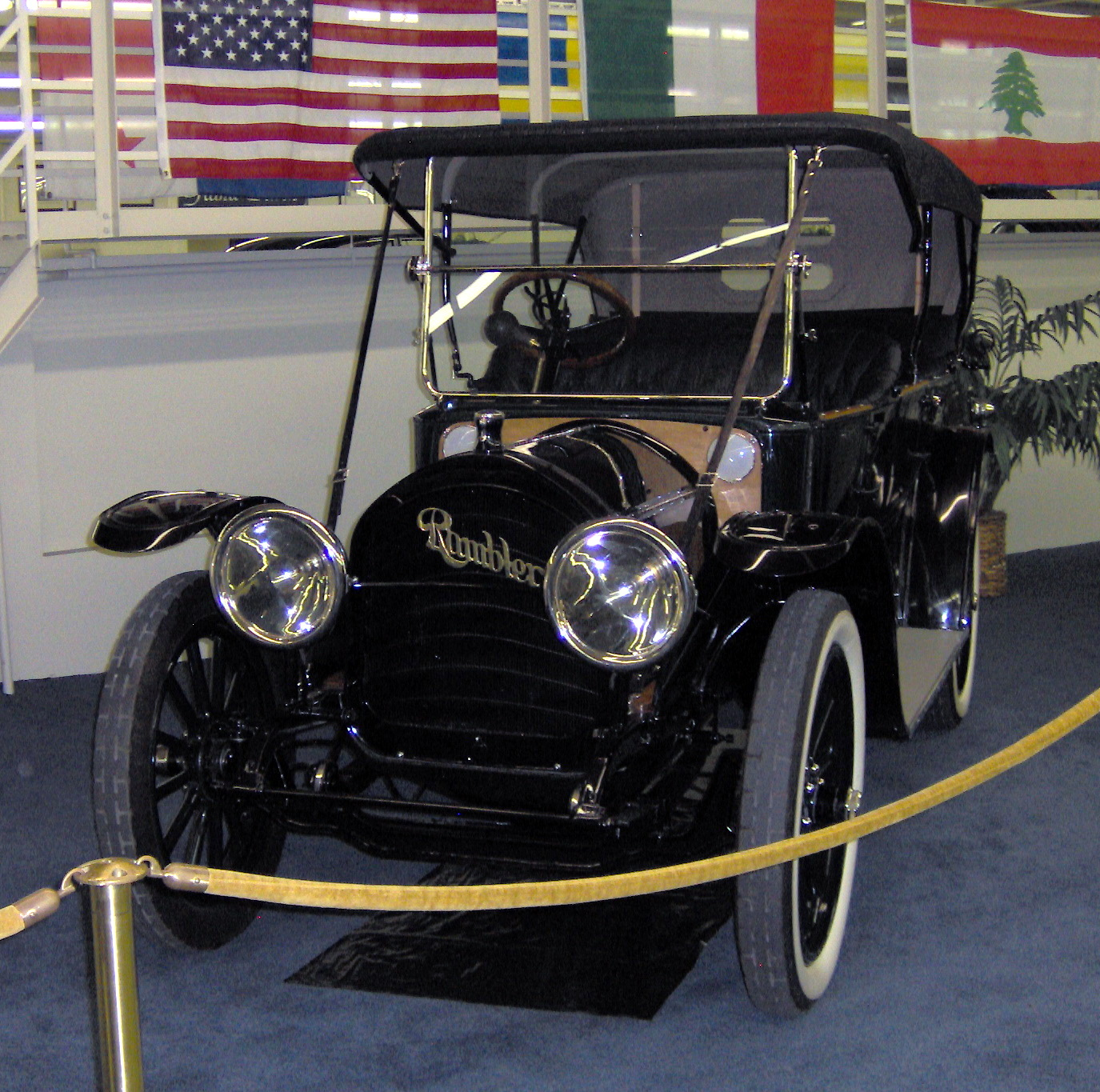
Rambler Touring uit 1913

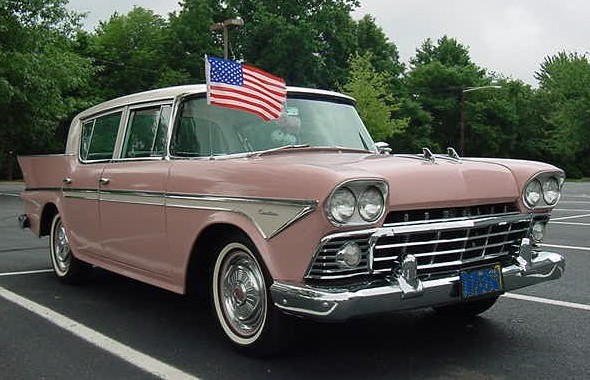
Rambler sedan uit 1958

Rambler was een Amerikaans automobielbedrijf dat in 1901 door de fietsenfabrikant Thomas B. Jeffery gevestigd werd. In 1916 werd het merk overgenomen door Nash, dat in 1954 samen met Hudson de American Motors Corporation stichtte. Hierna werd Rambler een zelfstandig merk van de American Motors Corporation.
Enige modellen:
- Rambler, 1904 - 2 cilinder (127 x 152,4 mm) motor onder de voorbank.
- Nash, 1946
- Nash Rambler 1950 met Italiaans aandoende carrosserie.
- Rambler Classic Super 6 1962
- Hudson Six-40 1915
- Hudson Hornet 1953
- Rambler Typhoon 1964

Het laatste model, de Rambler American, werd tot 1969 geproduceerd.